# 1775 na ciência

## Eventos

### História natural
- 21 de Fevereiro – La Specola, o Museu de Zoologia e História Natural de Florença, abre ao público
- Johan Christian Fabricius publica Systema entomologiæ.
- Pehr Forsskål publica Descriptiones Animalium: Avium, amphiborum, insectorum, vermium quæ in itinere orientali (contendo observações relacionadas com a migração de aves) e Flora Aegyptiaco-Arabica sive descriptiones plantarum quas per Ægyptum Inferiorem et Arabiam felicem detexit, postumamente, editadas por Carsten Niebuhr.[1]

## Prémios
Medalha Copley
- Nevil Maskelyne[2]